# Slikanica
Slikanica je besedilno-slikovni medij mladinske književnosti, kjer slike ilustrirajo besedilo. Namenjena je otrokom v predbralnemu in začetnemu bralnemu obdobju. Tradicija slikanic sega v 18. in 19. stoletje. Svetovni razmah je doživela v 20. stoletju, predvsem po drugi svetovni vojni. 

## Vrste slikanic
Slikanice so lahko v treh tehničnih formatih: leporello, s kartonskimi listi in kot knjiga. Lahko so avtorske ali soavtorske, klasične ali aktivirajoče,    brez besedila in z besedilom, stvarne ali leposlovne. Stvarna slikanica posreduje vedenje o empiričnem svetu, leposlovna slikanica, ki vsebuje estetsko sporočilo, izbira besedila iz ljudskega pesemskega ali proznega izročila ter iz žanrov in oblik mladinske književnosti (od Frana Levstika dalje). Besedilo stvarne slikanice ponazarjajo likovna ilustracija, tehnična risba ali fotografija, leposlovna slikanica je v najboljših primerih tekstovno-likovno enovito delo. Ilustracije so v risarski, slikarski ali grafični tehniki, slogovni segajo od realizma do modernega poenostavljanja in deformiranja oblik ter do abstraktnih rešitev. Barva je realistična, svobodna ali simbolična. Posebej pomembna je pri fantazijskih slikanicah. Slikanice s socialno tematiko spremlja črno-bela, kolorirana ali ekspresionistično obarvana risba, vojno tematiko odslikava akcijsko in stripovsko zasnovana risba. Posamezni eksperimentalni primerki preoblikujejo slikanico v zloženko ali jo spreminjajo v tekstovno-likovno igro. Obstajajo tudi slikanice za odrasle.

## Slovenska slikanica
Na Slovenskem so prve tekstovno in likovno izvirne slikanice nastale v tridesetih letih 20. stoletja. Pomembnejši avtorji in ilustratorji so Anton Černej, Edo Deržaj, Ksenija Prunk, Ljudmila Prunk, Milko Bambič, Jože Beránek, Milan Batista (npr. Vihar pod Triglavom: Brigada Franceta Prešerna, Glas Gorenjske 1959). Po drugi svetovni vojni so začele izhajati tudi v knjižnih zbirkah. 
Slovenska slikanica se je uveljavila tudi v svetu, in sicer v koprodukcijskih izdajah ter na mednarodnih knjižnih sejmih in razstavah knjižne ilustracije. Od šestdesetih let dalje je za ilustracije prejela več mednarodnih nagrad (Lidija Osterc, Marlenka Stupica, Marija Lucija Stupica in drugi).